# Mathew Peñaherrera
Mathew Peñaherrera (* Manta (Ecuador), Ecuador, 7 de enero de 1996) es un futbolista ecuatoriano que juega de portero en club social y deportivo peñarol  de la Segunda Categoría de Ecuador.

## Trayectoria
Mathew inició su carrera como futbolista en las divisiones inferiores del Manta FC, debutó en Delfín SC en el 2012.

## Clubes
| Club                   | País    | Año       |
| ---------------------- | ------- | --------- |
| Manta FC               | Ecuador | 2011      |
| Delfín SC              | Ecuador | 2012-2015 |
| Galácticos Fútbol Club | Ecuador | 2016-     |

## Palmarés

### Campeonatos nacionales
| Título            | Club      | País    | Año  |
| ----------------- | --------- | ------- | ---- |
| Segunda Categoría | Delfín SC | Ecuador | 2013 |
| Serie B           | Delfín SC | Ecuador | 2015 |

|}